# Google AdSense
AdSense est la régie publicitaire de Google utilisant les sites web ou les vidéos YouTube comme support pour ses annonces. Pour qu'un webmestre devienne partenaire d'AdSense et génère des revenus publicitaires pour son propre compte, il doit publier du contenu sur son propre site et y faire figurer le code AdSense fourni par Google. 
Par opposition à Google AdWords qui permet d'acheter du trafic, AdSense permet de vendre du trafic. Ces deux programmes sont complémentaires et la valeur unitaire d'un clic sur une annonce est déterminée sur la base de l'offre de trafic (AdSense) et de la demande de trafic (AdWords).
L'utilisateur AdSense pourra aussi publier du contenu sur sa chaîne YouTube et souscrire au programme AdSense pour générer l'impression de messages publicitaires dont il partagera le bénéfice avec Google. 
Les annonces sont le plus souvent contextuelles, mais plusieurs formules sont offertes, et aussi plusieurs types d'annonces incluant les parrainages de produits Google et le champ de recherche. Les annonces sont des textes, des images ou des vidéos.

## Fonctionnement

### AdSense pour les recherches
Dans le cadre d'une recherche utilisant le Moteur de recherche personnalisé Google (en anglais, Google Custom Search Engine ou Google CSE) , les pages des résultats comportent des annonces publicitaires, sous le terme « liens sponsorisés », et choisies en fonction des mots-clés tapés. Ces annonces proviennent de campagnes AdWords et permettent au webmestre de générer des revenus publicitaires tout en offrant un moteur de recherche personnalisé aux visiteurs de son site.

### Origine des annonces
Les annonces proviennent des campagnes AdWords. Une campagne publicitaire est faite par un compte pour une ou plusieurs annonces.
Le client définit une liste de mots-clés ou groupes de mots-clés pour déterminer les pages où apparaîtront les annonces.
De plus, on peut allouer différents coûts au clic par mot-clé. Les annonceurs sont donc en compétition pour voir apparaître leur message en premier. Plus les montants sont élevés (coût au clic alloué au mot-clé et budget maximum alloué à la campagne), plus souvent et en meilleure position le message publicitaire sera affiché.

### Annonces contextuelles
Contrairement à d'autres services d'annonces contextuelles AdSense ne se base pas sur un seul mot, mais sur plusieurs et cherche à trouver le point commun entre eux pour déterminer le sens du contenu d'un texte. 
Par exemple, imaginons que le robot d'AdSense, Mediabot, veuille analyser le contenu suivant :
Python vous permettra facilement de développer des applications multi-plateformes.
Mediabot va détecter les expressions principales que sont Python, développer, et applications multiplate-formes, pour lesquelles il déterminera avec quels domaines ils sont en rapport :
- Python : Mythologie, Reptile, et Informatique
- développer : Informatique, Physique, et Moral
- applications multiplateformes : Informatique

Dans cet exemple le point commun est l'appartenance au domaine de l'informatique, et donc l'analyse se refera en sens inverse, ce qui permettra à AdSense d'associer ici Python à langage informatique et donc de retenir les annonces liées au langage de programmation Python. A contrario, si les mots-clés ont plusieurs points communs, AdSense ne saura pas quel sujet sélectionner, et il affichera donc des annonces à partir d'un sujet plus général, pouvant attirer le plus d'internautes.
Les webmestres qui fournissent un espace publicitaire aux annonceurs, peuvent percevoir par l'intermédiaire de Google, soit un revenu pour mille impressions de page, soit un revenu pour chaque clic d'un visiteur du site sur une annonce.
Le revenu au clic dépend du montant que l'annonceur est prêt à donner pour cela, défini évidemment au moment où il fournit l'annonce.

## Limitations

### Technologie Javascript
Google AdSense utilise la technologie JavaScript. Par conséquent, les annonces ne s'affichent pas quand le moteur Javascript est désactivé sur le navigateur de l'internaute. En outre, il existe également des systèmes bloquant les publicités, comme des extensions pour navigateur, des logiciels spécifiques ou certains navigateurs intégrant cette fonctionnalité.

### Automatisation des clics sur les publicités
Bien que cela soit interdit par les conditions générales d'utilisation de Google, des robots sont utilisés pour cliquer sur les publicités. Ces actions robotisées représentent une importante proportion de l'ensemble des clics enregistrés. En effet, il existe des logiciels à télécharger permettant d'automatiser les clics. Cela menace la publicité dont le paiement dépend du nombre de clics.

### Limites du filtre des contenus haineux
Une enquête menée en 2021 par le site The Markup montre que Google AdSense ne bloque qu'un nombre restreint de mots-clés haineux, et que les blocages sont facilement et fréquemment contournés par les vidéastes souhaitant réaliser des profits grâce à des contenus haineux.

## Google Ad Manager
Google Ad Manager est un gestionnaire de campagnes publicitaires en ligne pour sites Web permettant aux éditeurs de site de gérer leurs différentes campagnes publicitaires - propres Google AdSense - en définissant des zones sur leurs sites Web et en permettant la sélection et la rotation des meilleures publicités.